# Handley Page Hendon
El Handley Page Hendon fue un torpedero británico de los años 20 del siglo xx. Desarrollo biplaza del anterior monoplaza Hanley de Handley Page, el Hendon era un biplano monomotor. Aunque el Ministerio del Aire británico compró seis ejemplares con propósitos de evaluación y pruebas, no hubo más producción y el Hendon no entró en servicio de escuadrón.

## Diseño y desarrollo
Aunque el monoplaza Handley Page Hanley había perdido contra el similar Blackburn Dart respecto a cubrir los requerimientos de un torpedero basado en portaaviones, para equipar al Arma Aérea de la Flota del Reino Unido, se reconoció por parte de Handley Page y del Ministerio del Aire que un avión biplaza sería más útil para propósitos operacionales y trabajos experimentales. Por ello se realizó un encargo el 27 de noviembre de 1923 por seis derivados biplaza del Hanley III, designado como Type Ta (más tarde conocido como HP.25) o Hendon, para cubrir los requerimientos de la Especificación 25/23 del Ministerio del Aire por un torpedero interino.
El primero de los seis aviones en volar (matrícula N9724) lo hizo el 7 de julio de 1924, volando los cinco restantes en septiembre. Poseía un fuselaje más largo para acomodar al observador, que estaba provisto de una ametralladora Lewis de 7,7 mm en un montaje de anillo Scarff, pero inicialmente era similar al Hanley III. Las pruebas demostraron que era pesado de cola cuando llevaba un torpedo, aflechándose los exteriores de las alas en seis grados para mitigarlo.

## Historia operacional
Los seis Hendon fueron usados en extensas pruebas para investigar varias configuraciones de slots/slats de borde de ataque. Esto permitió que un avión apontase exitosamente en el HMS Furious llevando un torpedo y sin usar el gancho de retención. No hubo más producción, haciendo obsoleto al Hendon el desarrollo de los slots automáticos en octubre de 1927.

## Variantes
Hendon I
Configuración inicial. Slots de borde de ataque como en el Hanley III. Seis construidos.
Hendon II
Mecanismo de slots mejorado. Tres convertidos.
Hendon III
Flaps ranurados. Uno convertido desde un Hendon II.

## Operadores
Reino Unido
- Marina Real

## Especificaciones (Hendon)
Referencia datos: Handley Page Aircraft since 1907.

### Características generales
- Tripulación: Dos (piloto y observador)
- Longitud: 11,1 m (36,5 ft)
- Envergadura: 14 m (46 ft)
- Altura: 4,2 m (13,7 ft)
- Superficie alar: 52,2 m² (561,9 ft²)
- Peso vacío: 1973 kg (4348,5 lb) [5]
- Peso cargado: 3162 kg (6969 lb)
- Planta motriz: 1× motor lineal W12 refrigerado por agua Napier Lion IIB.
  - Potencia:  0,107 kW/kg (0,065 hp/lb)
- Hélices: Bipala de madera de paso fijo

### Rendimiento
- Velocidad máxima operativa (Vno): 180 km/h (112 MPH; 97 kt)
- Velocidad de entrada en pérdida (Vs): 89 km/h (55 MPH; 48 kt)
- Techo de vuelo: 2900 m (9514 ft)
- Carga alar: 61 kg/m² (12,5 lb/ft²)

### Armamento
- Ametralladoras: 

  - 1x Vickers de 7,7 mm frontal fija
  - 1x Lewis de 7,7 mm flexible en cabina trasera
- Bombas: 

  - 2 de 105 kg o
  - 1 torpedo de 457 mm

## Aeronaves relacionadas

### Desarrollos relacionados
- Handley Page Hanley

### Aeronaves similares
- Blackburn Velos

### Secuencias de designación
- Secuencia Alfabética (interna de Handley Page): ← Type R - Type S - Type T - Type Ta - Type V - Type W - Type X
- Secuencia HP._ (interna de Handley Page): ← HP.22 - HP.23 - HP.24 - HP.25 - HP.26 - HP.27 - HP.28 →